# U131 Гетьман Байда Вишневецький
«Гетьман Байда Вишневецький» — фрегат проєкту 11351 (шифр «Нерей») який мав надійти на озброєння Військово-Морських Сил України. Бортовий номер F-131 (U-131). Був названий на честь Дмитра «Байди» Вишневецького. 

## Історія
Судно проєкту 11351 було закладене 27 грудня 1992 року під назвою «Красный вымпел» (заводський номер №209), але через економічні проблеми в Україні, було прийняте рішення про припинення будівництва судна та продаж його на металобрухт. На моменті припинення будівництва був майже готовий корпус без озброєння та систем. В 1995 році корабель був проданий російській компанії та мав бути порізаний на метал, але як виявилося пізніше корабель був проданий КНДР. Статус фрегата ВМС КНДР невідомий.